# Pericallia quadrimaculata
Aethalida quadrimaculata là một loài bướm đêm thuộc phân họ Arctiinae, họ Erebidae.